# برج شین کونگ لایف
برج شین کونگ لایف، (به انگلیسی: Shin Kong Life Tower) آسمان‌خراش ۵۱ طبقه به ارتفاع ۲۴۴ متر، با کاربری اداری-تجاری است، که در شهر تایپه، تایوان مستقر می‌باشد. پروژه ساخت این ساختمان در سال ۱۹۹۰ آغاز شد و در سال ۱۹۹۳ تکمیل و افتتاح گردید.